# Белпасо
Белпа̀со (на италиански: Belpasso, на сицилиански Malpassu, Малпасу) е град и община в Южна Италия, провинция Катания, автономен регион и остров Сицилия. Разположен е на 680 m надморска височина. Населението на общината е 27 059 души (към 2012 г.).
В общинската територия се намира част от вулкана Етна. Главният център на общината се намира в подножието на планината.